# Parastasia montrouzieri
Parastasia montrouzieri är en skalbaggsart som beskrevs av Leon Fairmaire 1883. Parastasia montrouzieri ingår i släktet Parastasia och familjen Rutelidae. Inga underarter finns listade i Catalogue of Life.